# 费尔 (南达科他州)
费尔（英語：Fairburn），是美国南达科他州下属的一座城市。根据2010年美国人口普查，该市有人口87人。论人口在本州排行第242。